# Nokia N91
Nokia N91 là điện thoại chuyên cho nghe nhạc đầu tiên của hãng điện thoại Phần Lan, nó có thể nghe nhạc liên tục trong 15 giờ.

## Tổng quan
Lớp vỏ N91 được thiết kế bằng làm từ thép không gỉ và có những nút bấm chuyên dụng cho nghe nhạc như một máy iPod.
Điểm đặc biệt nhất của N91 là nó được tích hợp sẵn một ổ cứng có dung lượng 4G(rất lớn ở thời điểm nó ra mắt), có khả năng lưu tới 3000 bài hát đa định dạng và thời gian nghe nhạc lên tới 15 giờ.
Vì thuộc dòng N-Series nên N91 có đầy đủ các tính năng của 1 điện thoại cao cấp như: 3G, Wifi, Bluetooth, Handsfree FM và camera 2.0 megapixels.
Camera của N91 có thể quay video liên tục lên đến 1h và zoom số 4x.
Tuy nhiên dòng điện thoại này cũng thường bị phàn nàn về lỗi ổ cứng và tiếng ồn tạo ra khi ổ cứng của nó hoạt động. Một số khuyết điểm đáng kể khác như: Cơ chế trượt không chắc chắn, màn hình độ phân giải thấp(ở thời điểm ra mắt, điện thoại cao cấp đều có độ phân giải 240*320 thì N91 vẫn là 176*208), vỏ dễ trầy xước...
Doanh số của N91 nhìn chung không được như kỳ vọng của Nokia, dù trước đó Nokia đã nhiều lần hoãn thời điểm ra mắt để trau chuốt thêm cho sản phẩm.

## Tính năng
Mạng: GSM 900/1800/1900 và UMTS (3G)
Kích thước: 113,1 x 55,2 x 22mm
Trọng lượng: 160gram
Kết nối: WIFI, 3G, Bluetooth, USB 2.0, EDGE, HSCSD, hệ điều hành Symbian OS9.1 series 60
Nghe nhạc đa định dạng: MP3, WMA, AAC, AMR, MIDI, WAV
Bộ nhớ trong 4GB và bộ nhớ trong chia sẻ 30MB
Thời gian thoại: 4 giờ
Thời gian chờ: 160 giờ
Pin chuẩn: Li-Ion BL-5C (900mAh)